# Ringweg Bruinisse

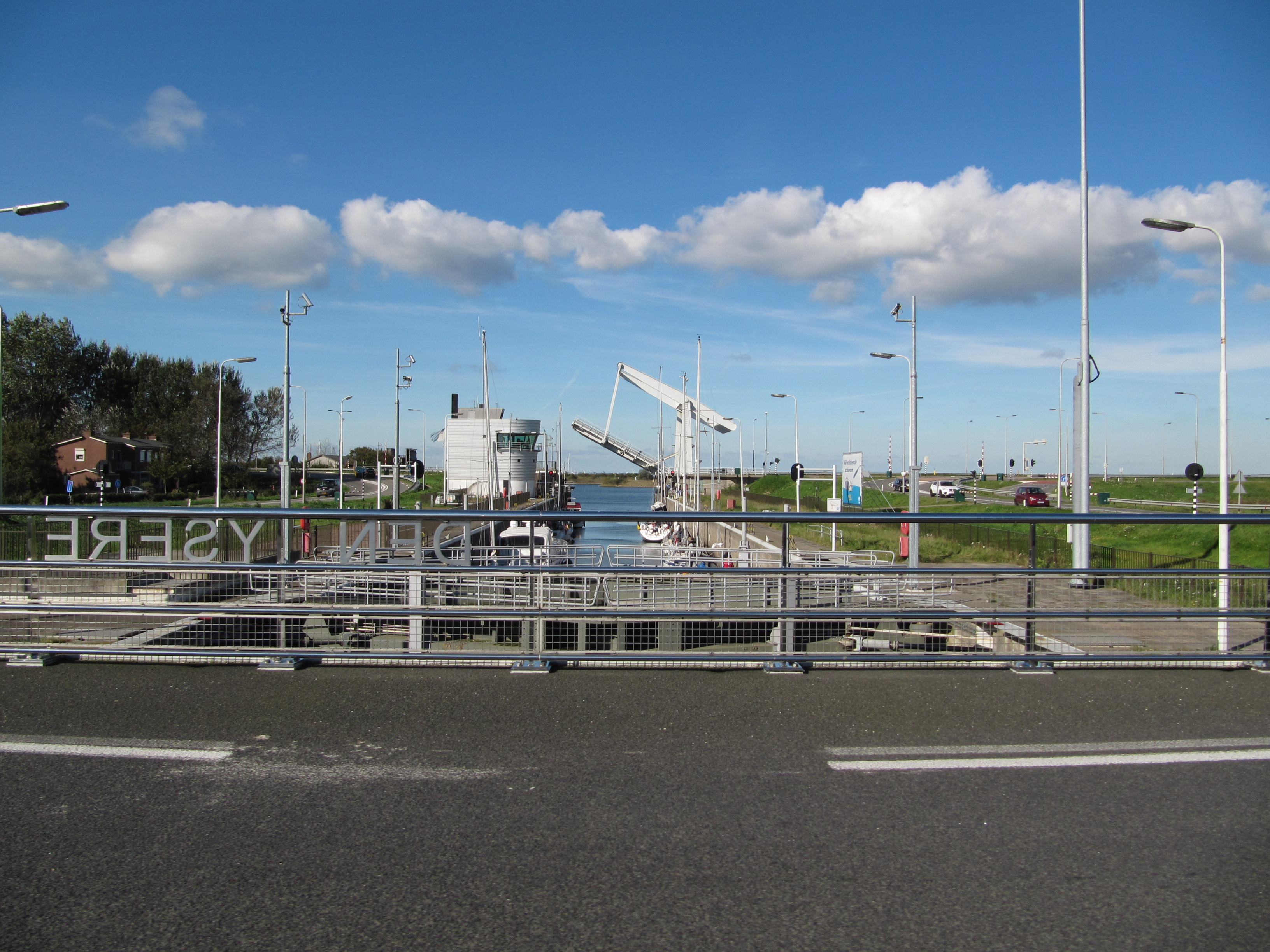
Zicht op de oude Grevelingenbrug vanaf de nieuwe rolbrug.

Ringweg Bruinisse is een in 2005 gerealiseerde ringweg ter hoogte van de Grevelingensluis in Bruinisse, en onderdeel (bypass) van de N59 met veel recreatie- en vakantieverkeer in de zomermaanden.
Naast de oude Grevelingenbrug te Bruinisse is er aan de andere zijde van de sluiskolk in opdracht van de provincie Zeeland een rolbrug gebouwd. Rijkswaterstaat Dienst Zeeland begeleidde de uitvoer. De rolbrug biedt plaats aan een hoofdrijbaan en een parallelweg. In juni 2005 is de bypass in gebruik genomen, zolang de Grevelingenbrug open staat wordt verkeer door middel van signalering via de bypass over de rolbrug geleid. Zo kunnen scheepvaartverkeer en wegverkeer ongehinderd naast elkaar heen plaatsvinden.
De parallelweg op de oude Grevelingenbrug is komen te vervallen. Deze is enkel nog voor (brom)fietsverkeer en bussen (in de weg is een bussluis aangebracht).
Het concept is al eerder toegepast bij de Zandkreeksluis te Kats, enkel wordt daar geen gebruik gemaakt van uitvoegstroken. De Ringweg Kats is in 2002 in gebruik genomen.